# Acer ovatifolium
Acer ovatifolium é uma espécie de árvore do gênero Acer, pertencente à família Aceraceae.